# Гончарово (Дмитровський міський округ)
Гончаро́во (рос. Гончарово) — присілок у складі Дмитровського міського округу Московської області, Росія.

## Населення
Населення — 13 осіб (2010; 3 у 2002).
Національний склад (станом на 2002 рік):
- росіяни — 100 %